# Hajer Tbessi
Hajer Tbessi (sinh ngày 8 tháng 4 năm 1971) là một Judoka người Tunisia. Cô đã tham gia cuộc thi bán nặng nữ tại Thế vận hội Mùa hè 1996.